# Barbakán (Varsó)
A varsói barbakán (lengyelül: barbakan warszawski) egy barbakán (félköríves erődítmény) Varsóban, Lengyelország fővárosában, és egyike a Varsót egykor körülvevő történelmi erődítményrendszer kevés fennmaradt emlékének. Az Óváros és az Újváros között található, és jelentős turisztikai látványosság. Varsó történelmi központjának részeként az UNESCO világörökség része.

## Története

### Varsó korábbi erődítései
A kora középkori Varsót az különböztette meg Mazóvia más városaitól, hogy erődítésekkel rendelkezett. Megépítésük magas költségekkel járt, amelyek meghaladták egy fiatal, fejlődő város költségvetését. Ezért a beruházást szakaszosan hajtották végre.
Már a 14. század elején, nem sokkal a város alapítása után, Varsó területét fa- és földsáncokkal vették körül. Hamarosan azonban úgy döntöttek, hogy a várost kőből és téglából épített védőfallal kell körbevenni. Az első szakaszban városkapukat emeltek a város északi oldalán (Nowomiejska kapu) és a déli oldalon (Krakowska kapu). Ezután a fal északnyugati szakaszát építették meg, majd a Nowomiejska kapu két oldalán lévő szakaszt egészen a Visztula-partig.
A védelem megerősítése érdekében a varsóiak úgy döntöttek, hogy egy további második védelmi falvonalat is építenek, amely szintén több szakaszban valósult meg a 15. század közepétől a 16. század elejéig. A belső és a külső erődítmény között egy zwingert hoztak létre, amely különböző pontokon 9 és 14 méter közötti szélességű volt. A falakat egy vízzel feltöltött vizesárok is védte. A fal kerülete 1200 méter hosszú volt, és 8,5 hektárnyi területet foglalt el.

### A barbakán építése
A 16. század közepén a polgárok úgy döntöttek, hogy a város északi kapuját egy hosszúkás bástyává (barbakánná) bővítették, amely túlnyúlt a fal vonalán. Ez lehetővé tette, hogy a várost ostromlókat oldalról, a fal vonalán túlról is lehessen lőni.
A barbakánt 1548-ban emelték a Nowomiejska utca védelmére egy régebbi kapu helyén. Tervezője a velencei Jan Baptysta Wenecjanin, egy olasz születésű reneszánsz építész volt, aki a 16. századi Lengyelország Mazóvia régiójában élt és dolgozott, és aki nagy szerepet játszott a 14. századi városfalak újratervezésében, amelyek addigra már leromlottak. A barbakán egy háromszintes, félköríves bástya formáját öltötte magára, amelyet fegyvernemek vettek igénybe. A városfalakat körülvevő vizesárok aljától számítva 14 méter széles és 15 méter magas volt, és 30 méterre nyúlt ki a külső falakból.
A négy lekerekített toronnyal kiegészített barbakán szinte azonnal elkészülte után anakronisztikussá vált, mivel már akkor elavultnak számított, és gyakorlatilag semmilyen gyakorlati célt nem szolgált. Ez nagyrészt a tüzérség gyors fejlődésének volt köszönhető. A város védelmében csak egyszer használták, a svédek lengyelországi inváziója idején, amikor is a várost 1655. szeptember 8-án ostrom nélkül elfoglalták a svéd capatok. A következő évben a lengyel-litván hadak áprilisban sikerrel ostromolták meg és foglalták vissza Varsót. Ennek ellenére a fővárost ismét fel kellett adniuk, mivel 1656. június 30-án II. János Kázmér lengyel király seregének az elveszített háromnapos varsói csata után vissza kellett vonulnia.

### Lebontása és újjáépítése
A 18. században a barbakánt részben lebontották, mivel védelmi értéke elhanyagolható volt, és a városnak nagyobb hasznára vált egy nagyobb kapu, amely megkönnyítette az emberek és áruk be- és kijutását a városból.  A 18. században a barbakánt részben lebontották, a 19. században pedig a maradványait beépítették a helyére épített új bérházakba (kamienica). A kapukomplexum alsó részei, valamint a barbakán teljes magasságú fala, amelyet a Nowomiejska utca 24. szám alatti bérház falaként használtak, eredeti állapotukban megmaradtak. A két világháború közötti időszakban, 1937-1938-ban Jan Zachwatowicz újjáépítette a falak egy részét és a híd nyugati részét, az újjáépítés során az egyik újabb épületet lebontva. A pénzhiány azonban késleltette a barbakán tervezett teljes rekonstrukcióját, és Lengyelország 1939-es náci német megszállása miatt a tervek felfüggesztésre kerültek.
A második világháború, különösen Varsó ostroma (1939) és az 1944-es varsói felkelés során a barbakán nagyrészt elpusztult, akárcsak az Óváros legtöbb épülete. A háború után, 1952-1954 között a 17. századi metszetek alapján újjáépítették, mivel az új kormány úgy döntött, hogy olcsóbb lenne a barbakánt és a közeli városfalakat turisztikai látványosságként újjáépíteni, mint a bérházakat újjáépíteni. Az újjáépítéshez Nysa és Wrocław városaiban lebontott történelmi épületek korabeli tégláit használták fel; a barbakán nagy részét újjáépítették, kivéve két külső kaput és a legrégebbi tornyot az Óváros felőli oldalon. A város felszabadulásának 300. évfordulóján (1956) homokkő emléktáblát avattak az épület belső falán, amely a svéd özönvíz idején harcoló katonáknak és lakosoknak állít emléket. Jelenleg az épületben múzeum működik, és népszerű turisztikai látványosság.

## Galéria

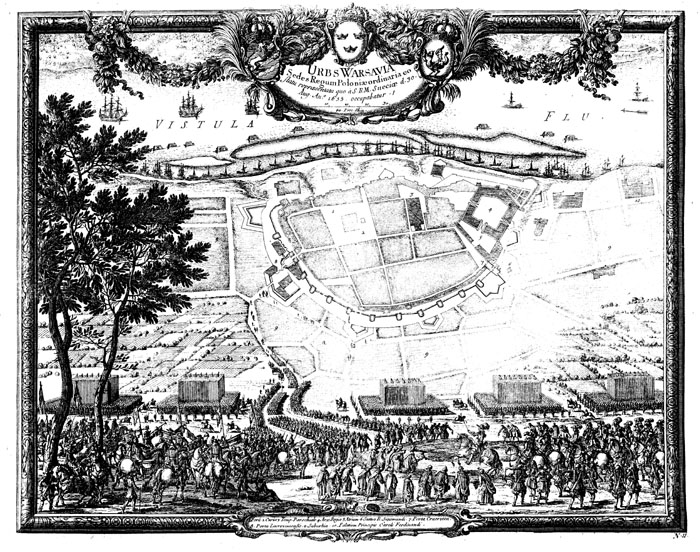
A város erődítményeinek térképe az 1656-os svéd ostrom során (Erik Dahlbergh metszete)
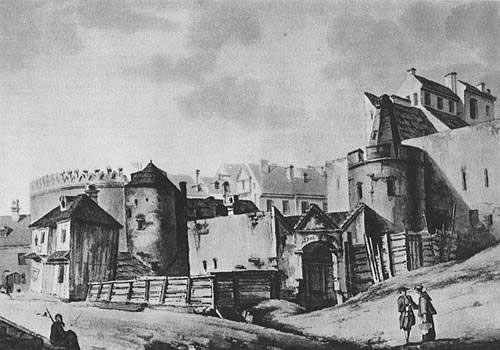
A barbakán Zygmunt Vogel 1800 körüli akvarelljén
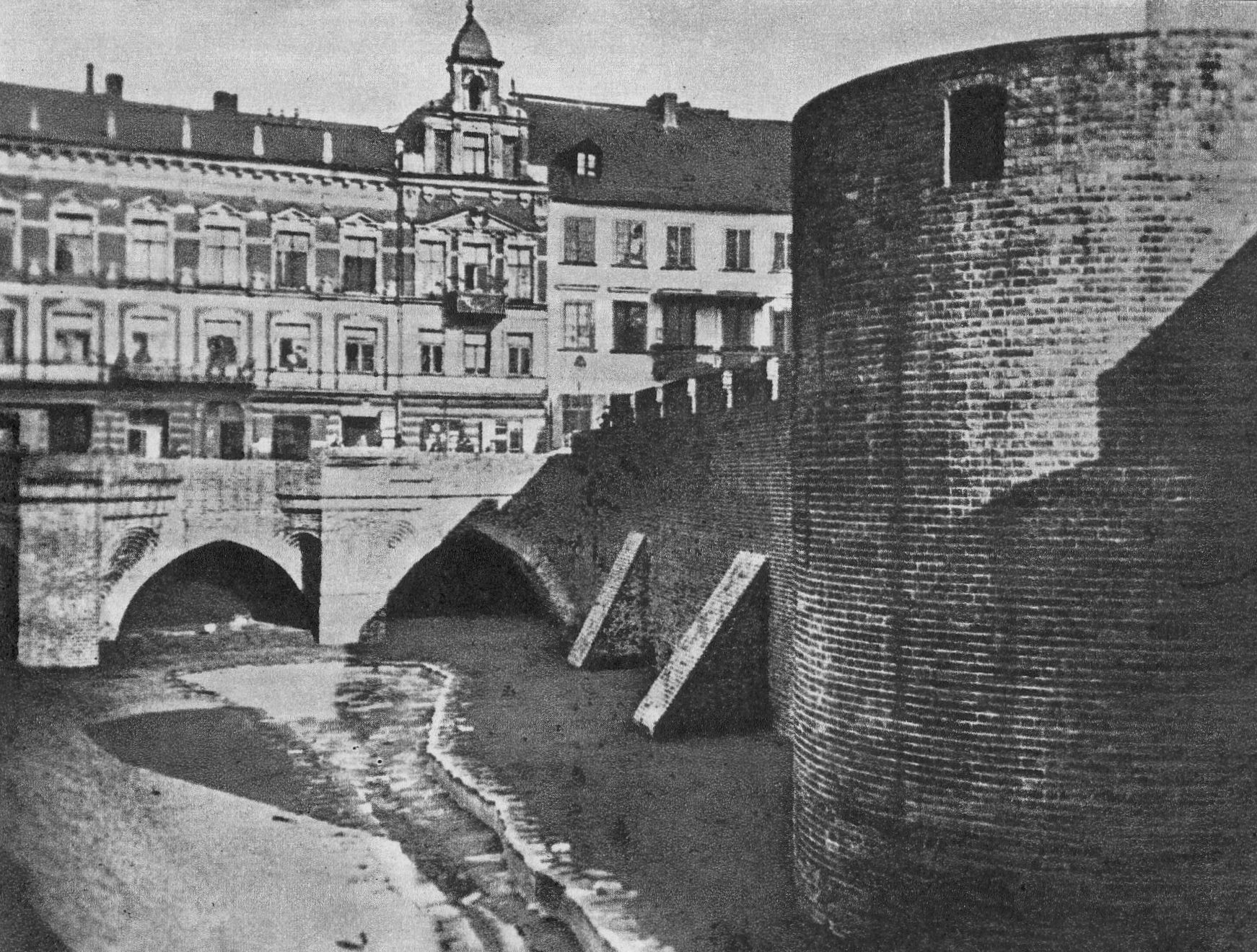
Gdanski Piwnica bérháza (balra) 1944-ig a Barbakán helyén, jobbra az 1930-as évek végén feltárt védőfalak.
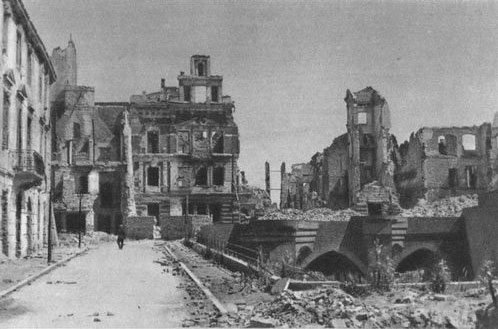
Az Óváros romjai a barbakán alsó részével 1945 körül.
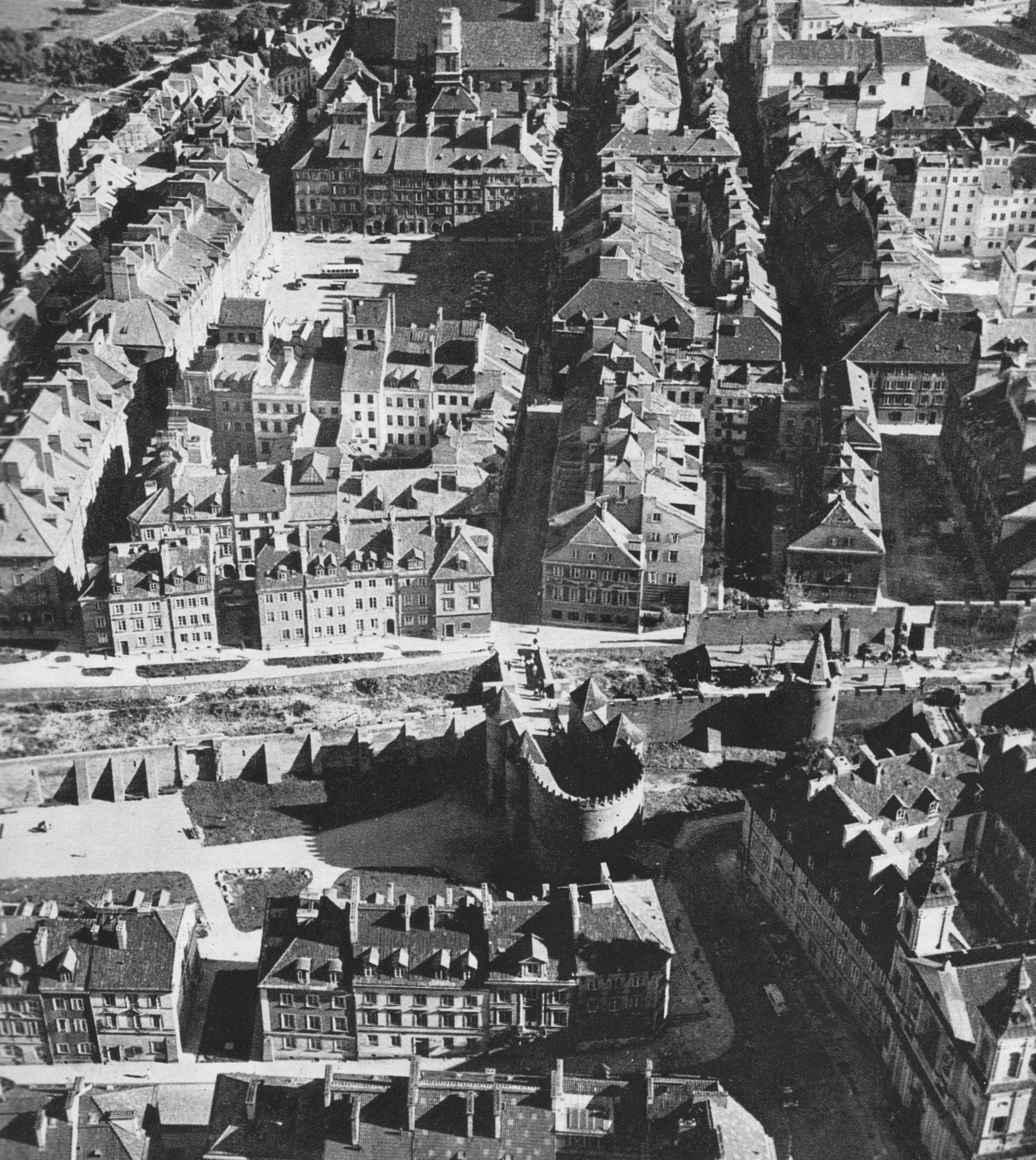
Az újjáépülő Óváros és védművek az 1960-as években
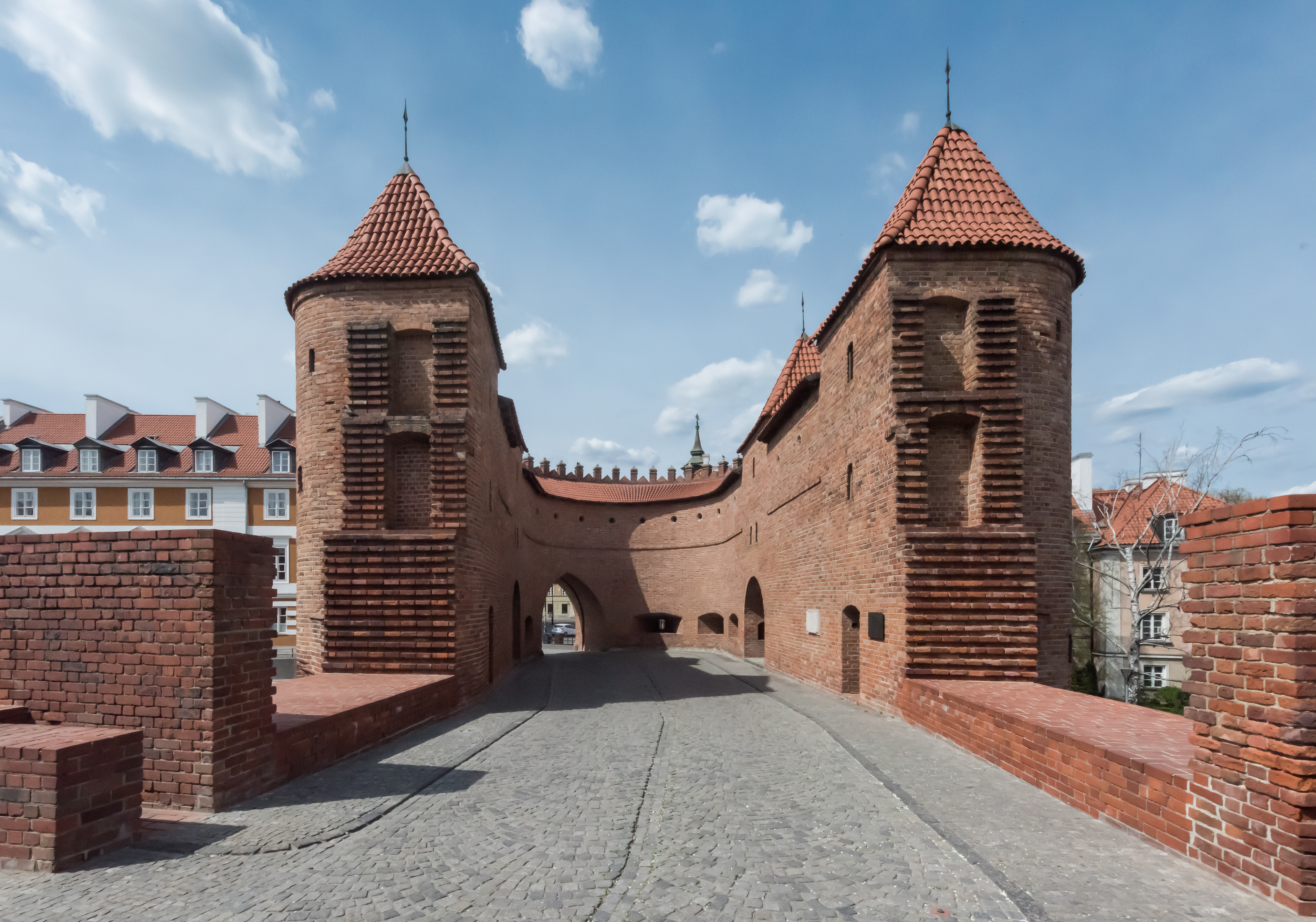
A városfal felőli oldal
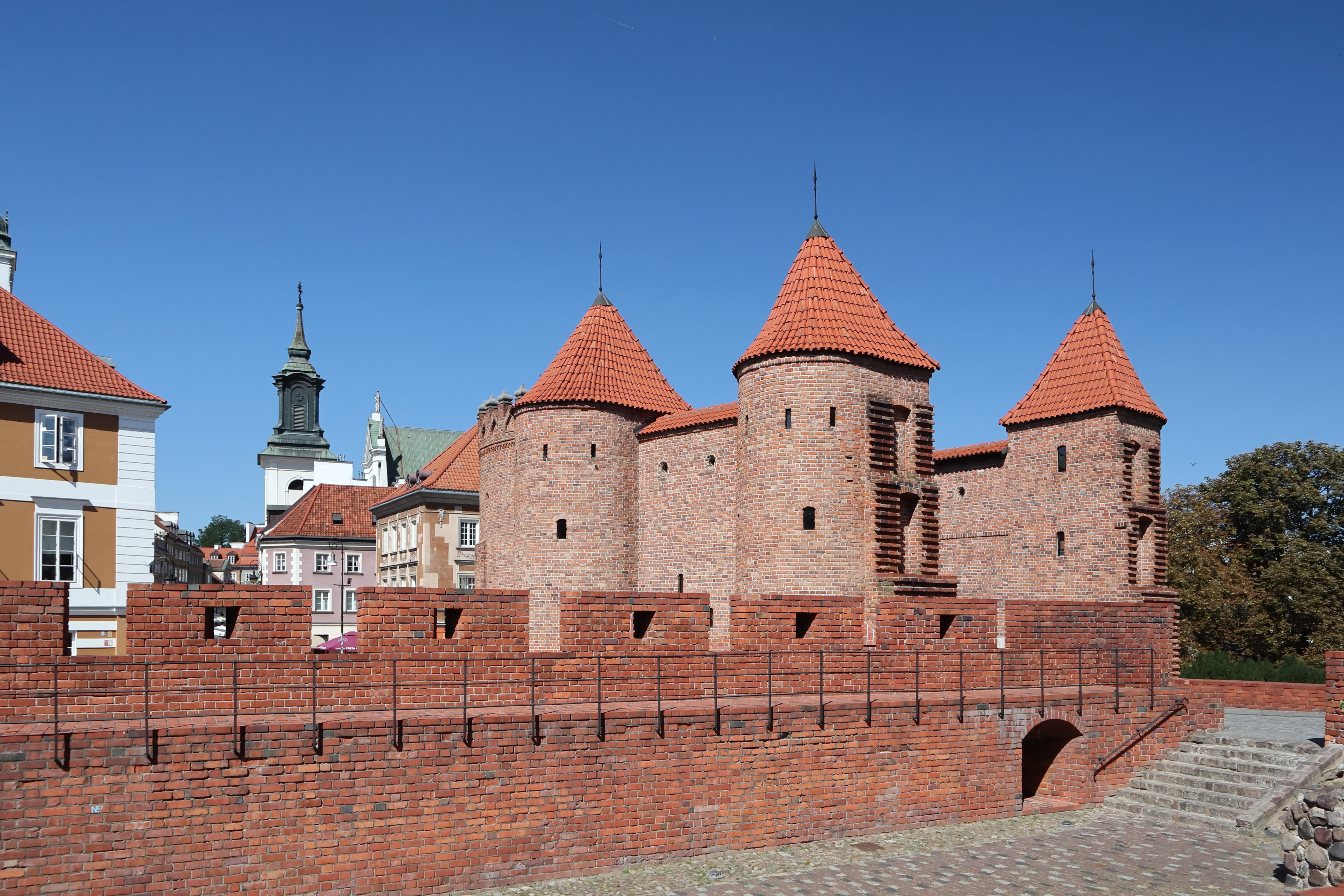
Az épület tornyai
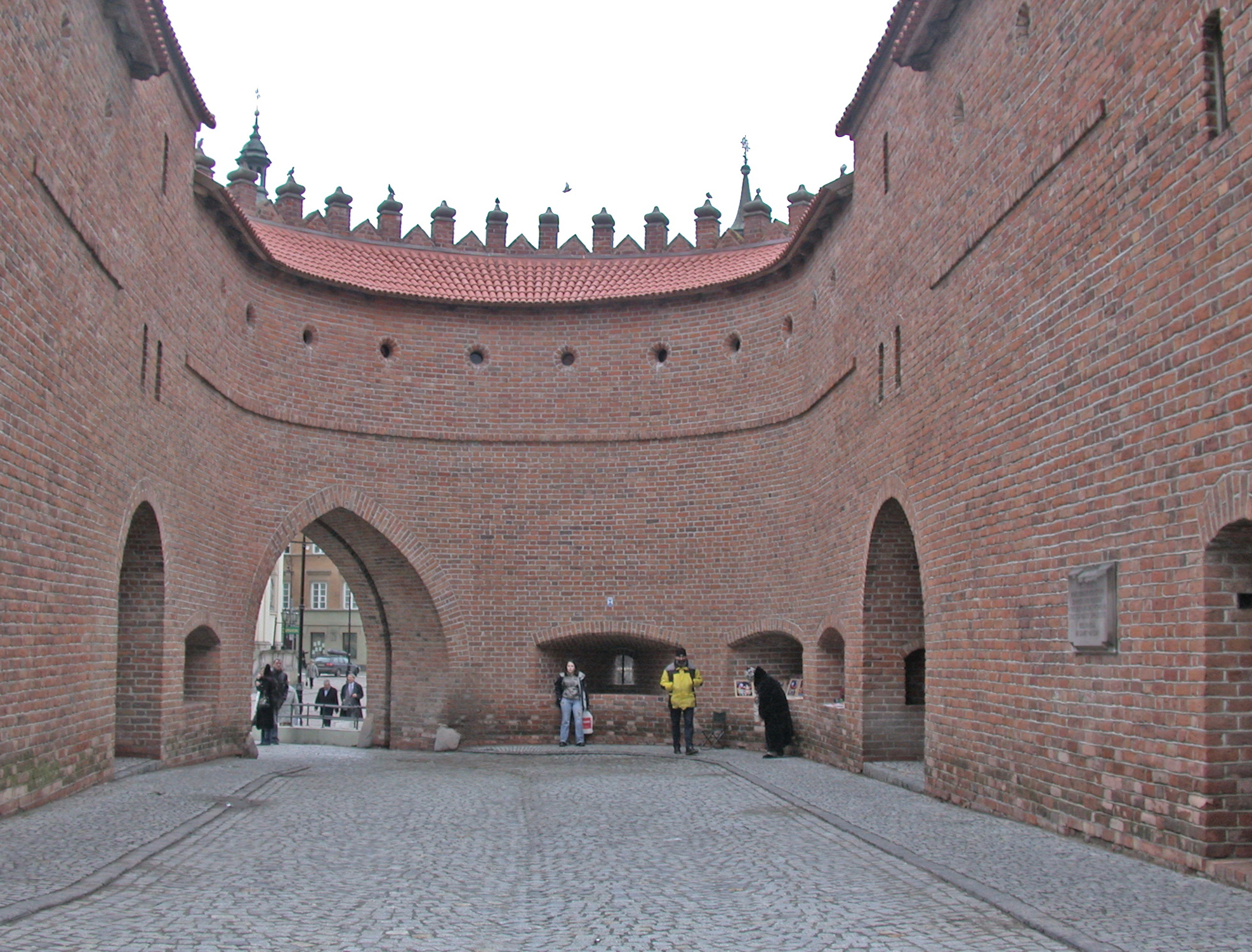
A belső zwinger
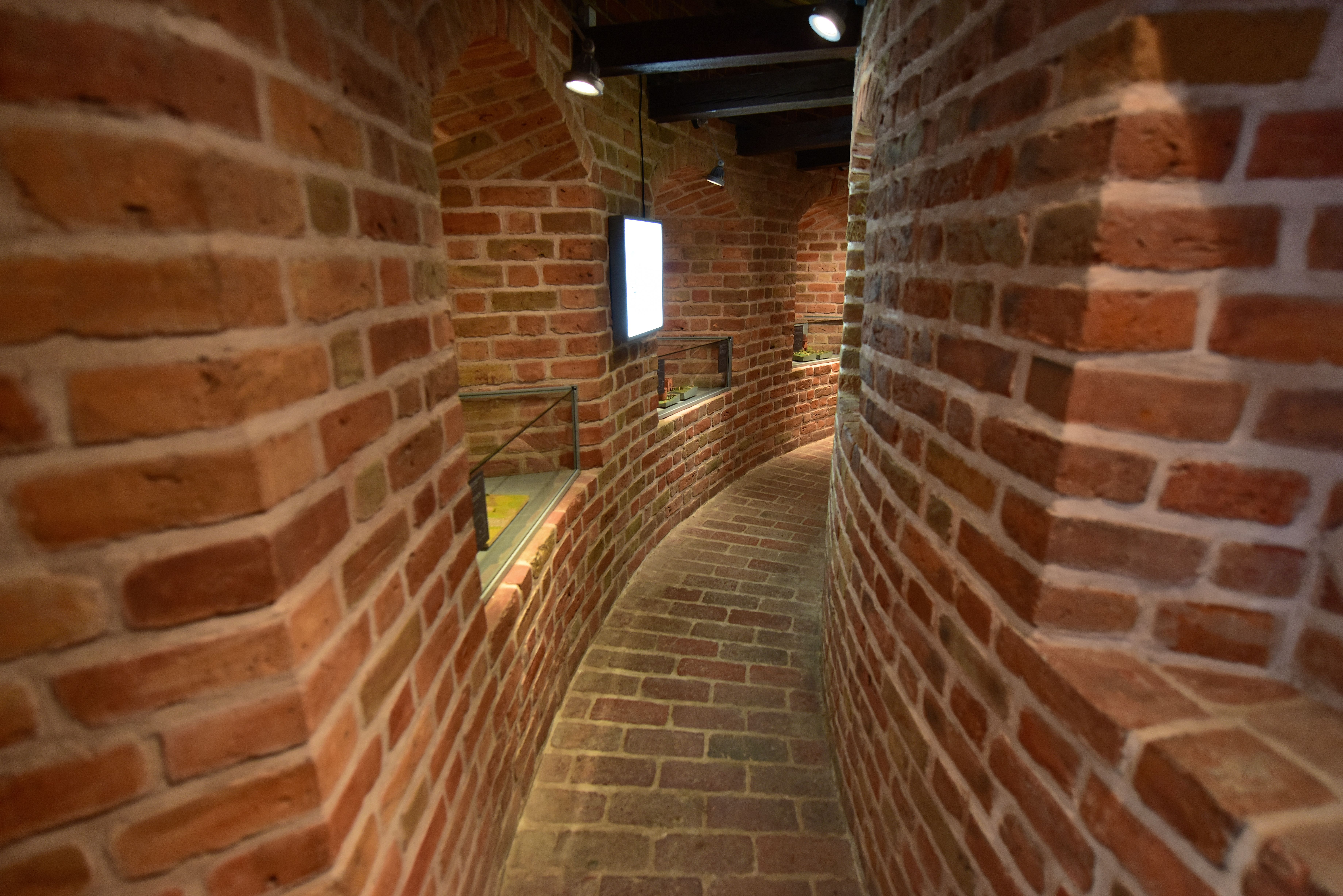
A belső gyilokfolyosó
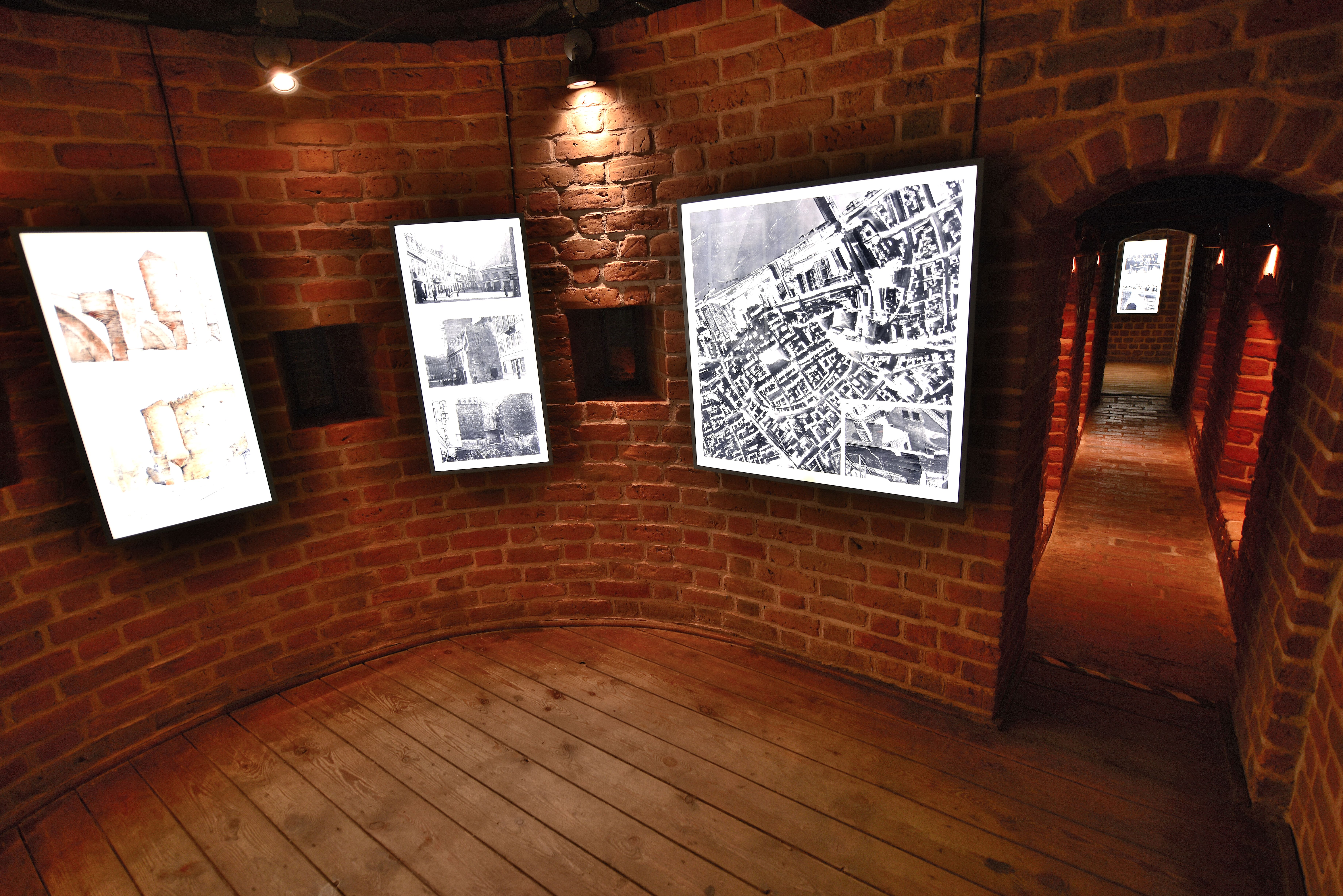
Kiállítás az épület belsejében

## Hasonló épületek
- Krakkói barbakán, Lengyelország legnagyobb ilyen típusú építménye

## Fordítás
- Ez a szócikk részben vagy egészben  a   Warsaw Barbican című angol Wikipédia-szócikk ezen változatának fordításán alapul.  Az eredeti cikk szerkesztőit annak laptörténete sorolja fel. Ez a jelzés csupán a megfogalmazás eredetét és a szerzői jogokat jelzi, nem szolgál a cikkben szereplő információk forrásmegjelöléseként.
- Ez a szócikk részben vagy egészben  a   Barbakan w Warszawie című lengyel Wikipédia-szócikk ezen változatának fordításán alapul.  Az eredeti cikk szerkesztőit annak laptörténete sorolja fel. Ez a jelzés csupán a megfogalmazás eredetét és a szerzői jogokat jelzi, nem szolgál a cikkben szereplő információk forrásmegjelöléseként.